# فابريس نغوما
فابريس لوامبا نغوما (مواليد 22 يناير 1994، كينشاسا) (بالفرنسية: Fabrice Luamba Ngoma)‏ لاعب كرة قدم كونغولي، يشغل مركز لاعب وسط في المنتخب الكونغولي ونادي الهلال السوداني

## ألقابه
الرجاء الرياضي
- الدوري المغربي الممتاز
  - البطولة في 2020.

 فيتا كلوب
- الدوري الوطني الكونغولي
  - البطولة في 2018.
  - الوصافة في 2019.
- كأس الكونفيدرالية الأفريقية
  - الوصافة في 2018.

## روابط خارجية
- فابريس نغوما على موقع قاعدة بيانات كرة القدم.إي يو (الإنجليزية)
- فابريس نغوما على موقع ناشيونال فوتبول تيمز (الإنجليزية)
- فابريس نغوما على موقع Soccerway.com (الإنجليزية)
- فابريس نغوما على موقع عالم كرة القدم.نت (الإنجليزية)